# Bigbang
BIGBANG – debiutancki singel południowokoreańskiej grupy Big Bang, wydany 29 sierpnia 2006 roku przez YG Entertainment. Singel promował pierwszy album zespołu – BIGBANG Vol.1. Sprzedał się w liczbie 39 655 egzemplarzy (stan na luty 2007 rok).
Utwór „We Belong Together” zawiera gościnny występ Park Bom z 2NE1. Utwór „This Love” jest koreańskim coverem piosenki „This Love” zespołu Maroon 5, został wykonany przez G-Dragona, który również napisał nowe słowa i stworzył nową kompozycję i aranżację.

## Lista utworów
| Nr | Tytuł                                                                        | Słowa                  | Kompozycja                                                                           | Aranżacja       | Czas |
| -- | ---------------------------------------------------------------------------- | ---------------------- | ------------------------------------------------------------------------------------ | --------------- | ---- |
| 1. | "Put your hands up (Intro)"                                                  | G-Dragon               | G-Dragon, Brave Brothers                                                             | Brave Brothers  | 1:22 |
| 2. | "We Belong Together"                                                         | G-Dragon, T.O.P        | G-Dragon                                                                             | G-Dragon, Teddy | 3:58 |
| 3. | "This Love"                                                                  | G-Dragon               | G-Dragon, James Valentine, Adam Levine, Ryan Dusick, Mickey Madden, Jesse Carmichael | G-Dragon        | 3:31 |
| 4. | "Nunmulppun-in babo (A Fool Of Tears)" (kor. 눈물뿐인 바보(A Fool Of Tears)) | G-Dragon, An Young-min | Jeon Seung-woo                                                                       | Jeon Seung-woo  | 4:03 |

## Notowania
| Lista                                   | Najwyższa pozycja |
| --------------------------------------- | ----------------- |
| Recording Industry Association of Korea |                   |
| 5 (Monthly Chart)                       |                   |
| 35 (Yearly Chart)                       |                   |